# Portugal al Festival de la Cançó d'Eurovisió 2012
| Edició                   | 2012               |
| Televisio(ns) implicades | RTP                |
| Nom de la preselecció    | Festival da Canção |
| Dates                    | 10 de març de 2012 |
| Format                   | Festival obert.    |
| Presentadors             | Per determinar     |
| Nombre de participants   | 12                 |

L'ens públic portuguès RTP repeteix la seva històrica fórmula de preselecció oberta, anomenada Festival da Canção.

## Organització
Els candidats van passar per una sèrie de càstings durant el mes de gener de 2012, que es duren a terme a les ciutats de Lisboa i Porto. Els cantants amb discos al mercat, però, no havien de fer els càstings presencials i podien presentar només el CD amb la seva candidatura. Finalment, un jurat va escollir els 12 finalistes que competiran al Festival da Canção, que constarà d'una única gala, prevista pel 12 de març de 2012.

## Candidats
El 13 de gener de 2012, la RTP va anunciar els 12 candidats escollits:
- António José Fernandes Martins da Silva
- Pedro Ricardo Céu Portas
- Susana Maria Soares Gonçalves
- Filipa Alexandra Nunes Alves de Sousa
- Pamela Correia de Brito Salvado
- Vânia Osório
- Arménio José dos santos Lameirão Pimenta
- Pedro Macedo Vidal Tomás
- Joana Filipa Leite Silva
- Rui Andrade
- Carlos Costa
- Ricardo Soler